# Paramore
A Paramore amerikai rockegyüttes, amit 2004-ben Franklinben (Tennessee) alapítottak. Tagjai: Hayley Williams (ének/billentyűs hangszerek), Taylor York (ritmikus gitár).
Az együttes 2005-ben adta ki bemutatkozó albumát, az All We Know Is Falling-ot, majd ezt követte a Riot! 2007-ben, ami platinalemez lett az Államokban és aranylemez az Egyesült Királyságban, Írországban és Új-Zélandon. Harmadik albumuk, a Brand New Eyes 2009. szeptember 29-én jelent meg. A Brand New Eyes az együttes eddigi a slágerlistákon legjobban teljesítő albuma.

## Története

### 2002–2005: az alapítás és azAll We Know Is Falling
2002-ben az akkor 14 éves Hayley Williams elköltözött szülővárosából, Meridianból Franklinbe, ahol találkozott Josh Farro és Zac Farro testvérekkel, miközben egy magániskolába járt. Nem sokkal a költözése után Hayley Brett Manningtől vett énekórákat. A Paramore megalapítása előtt Hayley és Jeremy Davis basszusgitáros barátjukkal, Kimee Read-del egy funkegyüttesben, a The Factory-ban játszottak, míg Josh és Zac Farro együtt gyakoroltak az iskola után. A Paramore többi tagja „ideges volt ezzel az egész női dologgal”, miszerint Hayley lenne az énekesük, de mivel nagyon jó barátok voltak, ezért Hayley elkezdett nekik dalokat írni. Az együttest hivatalosan Josh Farro (gitár/háttérének), Zac Farro (dob), Jeremy Davis (basszusgitár) és Hayley Williams (ének) alapította 2004-ben, majd később csatlakozott hozzájuk Hayley szomszédja, Jason Bynum (ritmikus gitár). Hayley állítása szerint a „Paramore” név az első basszusgitárosuk leánykori nevéből ered. Miután megtudták a paramour homofon jelentését („titkos szerető”), úgy döntöttek, hogy ezt a nevet fogják használni Paramore betűzéssel.
Az együttes első száma, amit együtt írtak, a Conspiracy volt, amit később a bemutatkozó albumukon adtak ki. A következő években a Paramore Nashville területén kívül is koncertezett, többek között a Purple Door és a Warped Tour fesztiválokon. John Janick, a Fueled by Ramen vezérigazgatója és alapítója megkapta a Paramore demóit, majd elment a Taste of Chaos fesztiválra Orlandoba, hogy élőben is láthassa őket. Egy kisebb privát koncert után, amit egy raktárban tartottak, az együttes aláírt egy szerződést a kiadóval.
Ezután a Paramore visszautazott Orlandoba, de megérkezésük után nem sokkal Jeremy Davis kilépett az együttesből személyes okokra hivatkozva. A Paramore megmaradt négy tagja folytatta az albumot, megírták az All We Know-t, ami Davis kilépéséről szólt, majd kitalálták az All We Know Is Falling koncepció alapjait. Az album borítója is a Paramore bánatát szimbolizálja, amit Hayley Williams így magyarázott meg: „Az All We Know Is Falling borítóján a kanapé és a távozó árnyék mind arról szól, hogy Jeremy elhagyott minket és egy űrt hagyott maga után”. A felvételek három hétig tartottak, és az album promóciós anyaga csak a megmaradt négy tag közreműködésével jött létre.
A koncertek előtt bevették az együttesbe John Hembree-t (basszusgitár) Jeremy Davis helyére. 2005 nyarán a Paramore a Shira Girl színpadon lépett fel a Warped Tour-on. Az együttes kérésére öt hónappal távozása után Jeremy Davis visszatért az együttesbe Hembree helyére. Az All We Know Is Falling-ot 2005. július 24-én adták ki és a 30. helyezést érte el a Billboard Heatseekers slágerlistáján. A Paramore első kislemezének, a Pressure-nek, aminek videóklipjét Shane Drake rendezte, nem sikerült felkerülnie a slágerlistákra. A videóklipben egy raktárépületben zenélnek, majd a klip végén vízzel permetezik le őket. Júliusban kiadták a második kislemezüket, az Emergency-t. Ennek a videóklipjét is Shane Drake rendezte és Hunter Lamb (ritmikus gitár) is szerepel benne Jason Bynum helyett. Az Emergency klipje is egy Paramore-koncertről szól, amiben véres kosztümökben zenélnek. A harmadik kislemez, az All We Know videóklipje koncertfelvételeket és háttérfelvételeket tartalmaz.
2006 januárjában az együttes a Winter Go West turnén vett részt, ahol az Amber Pacific és a The Lashes seattlei zenekarokkal zenéltek együtt. Februárban Hayley Williams énekelt az October Fall Keep Dreaming Upside Down című számában. 2006 tavaszán a Paramore volt az előzenekara a Bayside-nak, majd nem sokkal később a The Rocket Summer-nek is. 2006. október 5-től október 15-éig az Egyesült Királyságban turnéztak, ahol az utolsó turnéállomás a londoni Mean Fiddler volt. Ezután előadták a Foo Fighters My Hero című dalát, amit a Sound of Superman című albumon adtak ki 2006. június 26-án.
2006 nyarán a Paramore ismét részt vett a Warped Tour-on, elsősorban a Volcom és a Hurley színpadokon, és amikor először felléptek a főszínpadon, az megegyezett szülővárosuk, Nasville alapításának napjával. A Paramore első Államokbeli turnéja 2006. augusztus 2-án kezdődött, ezen az összes jegyet eladták, a This Providence, a Cute Is What We Aim For és a Hit the Lights támogatásával az utolsó állomáson Nashville-ben. Ebben az évben jelöltek voltak az „Év legjobb új zenekara” címre, és Hayley Williams lett a 2. „legszexibb nő” a brit Kerrang! magazin olvasói szerint.
2007-ben Hunter Lamb elhagyta a csapatot és megházasodott, a Paramore négyesben folytatta tovább. A Paramore-t a brit NME magazin „2007 új zajának” nevezte. Januárban ők játszották a Warped Tour akusztikus nyitányát a Rock and Roll Hall of Fame-ben, és Hayley Williams az Emergencycímű videóklipben látható ruhát viselte.
A Paramore még egyszer feltűnt a Kerrang! magazinban, azonban Hayley Williams úgy gondolta, hogy a cikk hamis képet fest a zenekarról, elsősorban azért, mivel úgy fókuszált rá, mintha ő lenne a „főszereplő”. Ezek után Hayley a zenekar LiveJournalján ezt írta: „Címlapsztori nélkül is sikerült volna. Sajnálom, ha ez bárkit is megbántott a Kerrang!-nál, de nem hiszem, hogy egy árva szó is igaz lenne a cikkből.” Áprilisban Hayley Williams énekelt a The Chariot Then Came To Kill című számában. 2007 elején újabb turnéba kezdtek a This Providence-el, a The Almost-al és a Love Arcade-dal.

### 2007–2008:Riot!és egyéb projektek

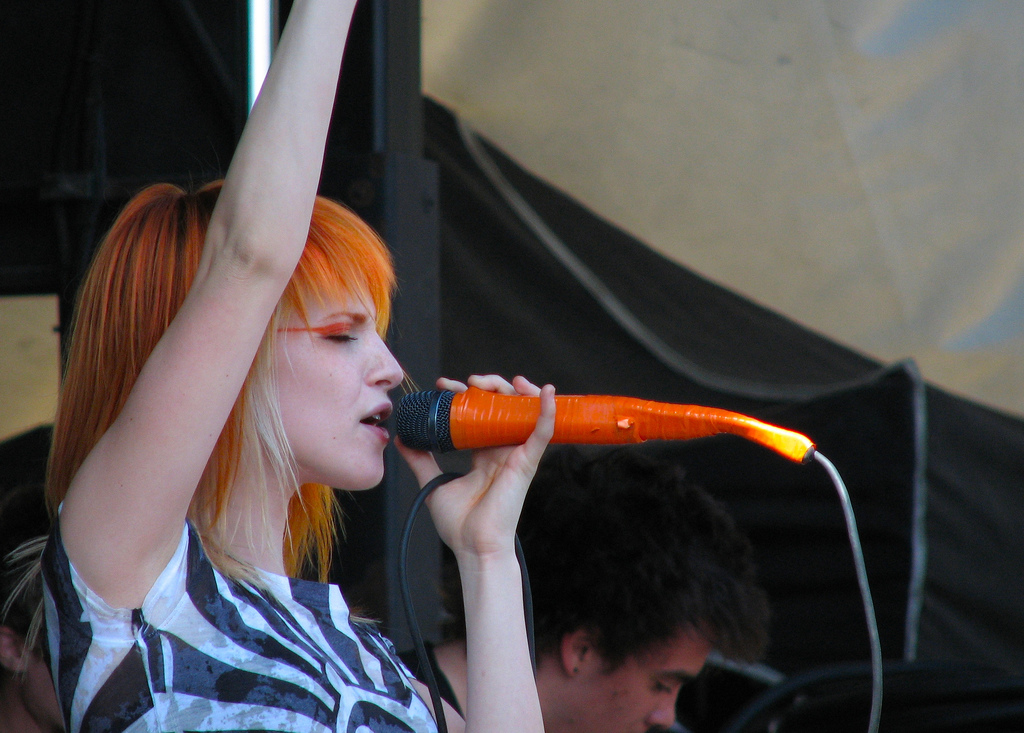
Hayley Williams (középen) és Taylor York (jobbra) 2007 júliusában Vancouverben, a Vans Warped Touron

A Paramore 2007 januárjában kezdte el a második stúdióalbum, a Riot! felvételeit, majd márciusban fejezték be Hunter Lamb nélkül, aki azért lépett ki az együttesből 2007 elején, mert megházasodott; Lamb nélkül Josh Farronak kellett az album mindkét gitárrészét játszania. Taylor York, aki már a Farro testvérekkel azelőtt az együttes tagja volt, mielőtt megismerték Hayley Williamst, visszatért a zenekarba Lamb helyére. Miután Neal Avron és Howard Benson producer megkörnyékezte őket, a Paramore a Riot!-ot a new jersey-i David Bendeth producerrel vette fel (Your Vegas, Breaking Benjamin), majd 2007. június 12-én kiadták. A Riot! 20. helyen debütált a Billboard 200-on, 24. helyen a brit slágerlistákon és több mint 44 000 példányt adtak el belőle megjelenésének hetében az Egyesült Államokban.
Azért választották a Riot! címet, mert ez „egy érzelem hirtelen kitörését” jelenti, és ez volt rá az a szó, ami „összegezte az egészet”. Az első kislemezt, a Misery Business-t 2007. június 21-én adták ki. Erről Hayley úgy nyilatkozott, hogy „őszintébb, mint bármely más, amit valaha is írtam és ezt az érzést a srácok zenéje kiegészítette”.
2007 nyarán harmadszor is részt vettek a Warped Touron, majd az élményeikről a yourhereblogon írtak az MTV-nek. Júniusban a Rolling Stone nekik adta a „Ones to Watch” címet. A Paramore első élő adásban leadott televíziós fellépése a Fuse Networks The Sauce című műsorában volt. A Riot!-album második kislemezét, a Hallelujah-t 2007. július 30-án adták ki, és csak az interneten és a brit televíziókban volt elérhető. A videóklipje az All We Know-éhoz hasonlóan koncertfelvételeket és háttérfelvételeket tartalmaz.
2007 augusztusában a Paramore mint az „MTV A Hét Előadója” lejátszotta dalaik akusztikus változatait az MTV-ben. Ezeket Queensben vették fel Evan Silver és Gina Fortunato rendezése alatt. Az MTV.comon is megtalálható a Riot! több promóciós kisfilmje Archiválva 2008. március 17-i dátummal a Wayback Machine-ben is. 2007 augusztusában négy héten keresztül a Misery Business klipje volt az MTV.com legnézettebb videója. október 8-án élőben előadták a Misery Business-t a Late Night with Conan O'Brien műsorban, ezt valószínűleg a Max Weinberggel a 2007-es Warped Tour alatt kötött barátságuk tette lehetővé. Augusztusban a Paramore szerepelt a New Found Glory Kiss Me című számának videóklipjében.
2007. október 11-én a Riot! második kislemeze, a Crushcrushcrush videóklipje debütált az amerikai televíziókban. A Crushcrushcrush klipjében egy kietlen sivatagban játszanak miközben kémkednek utánuk majd a hangszereiket is szétverik. A kislemezt november 12-én adták ki az Egyesült Királyságban, majd november 19-én az Egyesült Államokban. Hayley Williams énekelt a Say Anything In Defense of the Genre című albumának a The Church Channel és a Plea című számain amit 2007. október 23-án adtak ki. Az együttes 2007 november 29-én Bostonban az FNX rádiónak adta elő élőben a számainak akusztikus változatait. 2007. december 31-én az MTV szilveszteri adásában is felléptek.

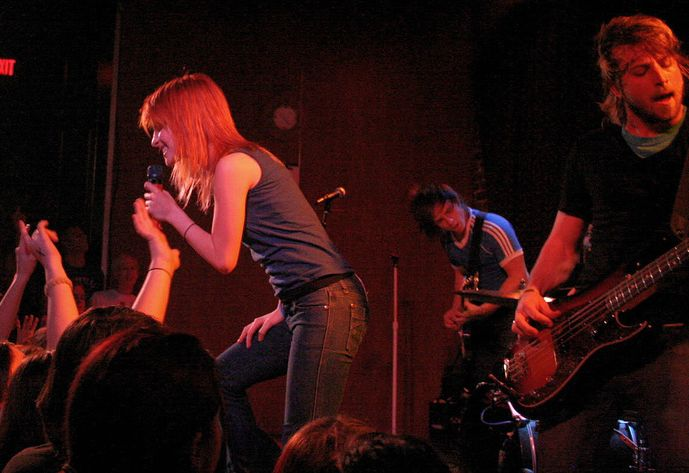
A Paramore 2007. április 23-án Orlandoban, a The Social-ben

A Paramore volt az Alternative Press magazin 2008. februári címlapján és az olvasók „2007 Legjobb Együtteséve” választották. A zenekar 2008. február 10-én a „Legjobb Új Előadó” díjra is jelölve volt az 50. Grammy díjátadón, azonban ezt Amy Winehouse nyerte. 2008 elején az Egyesült Királyságban turnéztak a New Found Glory-val, a Kids in Glass Houses-zal és a Conditions-zel. 2008 februárjában elkezdték az európai turnéjukat, azonban 2008. február 21-én bejelentették, hogy személyes okok miatt törölnek hat koncertet. Williams azt írta az együttes weboldalán, hogy ez „a szünet egy esélyt ad arra, hogy elszakadjunk a munkától és a személyes dolgainkkal foglalkozzunk”. Az MTV.com arról számolt be, hogy a rajongók a zenekar jövőjéről spekulálgatnak és olyan pletykákat is közzé tettek, hogy a problémák akkor kezdődtek amikor Josh Farro kifejezte a dühét a média ellen mivel Hayley Williamsre összpontosítanak. Azonban visszatértek a szülővárosukba, hogy felvegyék a negyedik kislemez, a That's What You Get videóklipjét, amit 2008. március 24-én adtak ki.
2008 áprilisában és májusában a Jimmy Eat World-el az Egyesült Államokban turnéztak, majd május 10-én és 11-én a Give It A Name fesztiválon léptek fel az Egyesült Királyságban és május 10-én az In New Music We Trust színpadon a Radio 1's One Big Weekend fesztiválon Kentben a Mote Parkban. A Paramore első írországi fellépésére 2008. június 2-án Dublinban a RDS-ben került sor amit a Vans Warped Tour követett július 1-jétől július 6-ig.
2008. május 7-én az MTV TRL-ban Hayley Williams elmondta, hogy egy új albumon dolgoznak ami a következő nyáron fog megjelenni. Hayley Williams azt mondta, hogy az új dalokat a koncertek próbáin gyakorolták. Az Alternative Press magazinban Zac Farro azt mondta az albumról, hogy a hangzása olyan lesz mint a Mew, a Thriceés az Arcade Fire együttesek számai.
2008. május 19-én a hivatalos weboldalukon bejelentették, hogy újra turnézni indulnak, aminek neve The Final Riot!, és július 25-én kezdődik és szeptember 1-jén ér véget. Ezen turné alatt előadták Leonard Cohen Hallelujah című számát is. 2008. szeptember 2-án aláírtak egy szerződést a Hurley Clothing ruházati céggel. Az ebből befolyó teljes összeg a Love146 alapítvány részére utalták.
A Paramore Decode című száma volt az Alkonyat című film főcímzenéje. Az I Caught Myself című számuk is szerepelt a filmben. A Decode-ot 2008. október 1-jén adták ki a Paramore Fan Club és Stephenie Meyer weboldalán. Ennek a klipjét október 13-án kezdték el felvenni és november 3-án jelent meg. október 24-én a Hot Topicban is hallható volt, az albumot november 4-én adták ki. Borders az album olyan változatát adta ki amin a Decode akusztikus verziója is hallható.
november 25-én adták ki koncertalbumukat, a The Final Riot!-ot. Az albumhoz mellékeltek egy DVD-t is, amin az egész chicagoi koncert felvétele megtalálható. A The Final Riot! aranylemez lett az Egyesült Államokban.

### 2009–napjainkig:Brand New Eyeskoncertek és egyéb projektek
2009 januárjában Josh Farro az együttes harmadik stúdióalbumáról beszélt. A Kerrang!-gal való interjújában Farro azt mondta, hogy „Megpróbáljuk Nashville-ben [felvenni]. Úgy gondolom, ha az albumot ott írjuk, az ösztönöz minket, és ha ott is vesszük fel, akkor az jóval könnyebb lesz, mivel a saját ágyainkban aludhatunk és nem egy hotelben, mint az év többi 300 napjában! Még nem vagyunk benne biztosak, ki lesz a producer. A Decode-ot Rob Cavalloval készítettük, ami egy jó tapasztalat volt, de kerni fogunk és csak akkor hozunk döntést, ha már sok számot írtunk és tudjuk, hogy mit keresünk. Nagyon élveztük a koncerteket és egy olyan producert akarunk, aki ezt meg tudja fogni”.
2009. január 21-én bejelentették, hogy a Bedouin Soundclash-sel, a The Sounds-zal és Janelle Monáevel különleges vendég volt a No Doubt Summer Tour 2009-en, ami 2009 májusában indult.
A Paramore 2009 elején írta és fejezte be legújabb albumukat, a Brand New Eyes-t. A Brand New Eyes első kislemeze, az Ignorance 2009. július 7-én jelent meg. Az Ignorance videóklipjét 2009. augusztus 13-án az MTV összes platformján, hálózatán és weboldalán sugározták. A Paramore a hivatalos weboldalán bejelentette, hogy koncertezni fog az Egyesült Államokban. A turné a Brand New Eyes kiadásának napján, szeptember 29-én kezdődött és november 1-jén ért véget Nashville-ben.
A Paramore az MTV Unplugged-nak is készített egy felvételt, amit az MTV.comon lehet megtekinteni. szeptember 29-én Hayley Williams elhagyta a színpadot, mivel berekedt. Október 2-án bejelentették, hogy néhány koncert el lesz halasztva Hayley Williams torokgyulladása miatt.
2010-ben részt vettek az ausztrál Soundwave fesztiválon.
2010 decemberében Zac és Josh Farro kilépett az együttesből. Ennek ellenére Hayley azt nyilatkozta, hogy a zenekar nem bomlik fel. Ő, Jeremy és Taylor továbbra is együtt zenélnek az együttesben.

## Zenei stílus
Paramore zenéjét általában emónak és pop-punknak tekintik. Joshua Martin azt írta Hayley Williams interjúja után, hogy „A zenekar nem csak egy vörös hajú pop-punk lány bátor hozzáállással. A zenéjük olyanok mint ők. Felgyorsul és lelassul. Emo anélkül, hogy siránkozna vagy gyerekes lenne. Majdnem egy szó szerinti anti-Avril Lavigne”. Az Alternative Press magazin azt írta, hogy a zenekar „fiatalos hangzású”, miközben „őszinte”. A Paramore első albuma, az All We Know is Falling jóval „sablonos pop-punk” hangzású volt ami „jól is hangzik” és a kettő kombinációja létrehozta ezt a „kifinomult rockkal nyakonöntött pop/punk albumot”. A második albumuk, a Riot! „sokféle stílust fedez fel, azonban nem kóborol el a védjegyükké vált hangzástól”.
Az Alternative Press és több egyéb kritikus is azt állítja, hogy a koncertek nagyban növelték a zenekar hírnevét. Az Alternative Press azt állítja, hogy Hayleynek „nagyobb a karizmája mint a nála kétszer idősebb énekeseknek és a zenekara sem marad le túlságosan tőlé”. John Mayer énekes/dalszerző 2007 októberében dicsérte Williams hangját egy blogon, a „narancs remény”-nek hívta; a „narancs” a hajszínére utal. A női frontember miatt a zenekart gyakran hasonlítják összes Kelly Clarksonnal és Avril Lavigne-nel, akire az egyik kritikus azt mondta, hogy „súlyosan megalapozatlan”. Jonathan Bradley kritikus azt írta, hogy a „Paramore fertőző lelkesedéssel támadja a zenéjét”. Azonban azt is írta, hogy „nincs olyan nagy különbség a Riot! és Kelly Clarkson vagy Avril Lavigne számai között”. Az NME egyik kritikusa A Paramore zenéjére azt mondta, hogyan olyan mint a „No Doubt (kivágva az összes ska elemet)” és „Kelly Clarkson legvadabb álmai”. Hayley Williams így írt a zenekar női aspektusáról: a Paramore nem „ez a csaj vezette banda” és a zenéket azok számára készítik „akik élvezik a zenét és nem azoknak akik a nememről beszélnek”.
A Paramore kifejezte a Blink-182, a Death Cab for Cutie, a Jimmy Eat World, a MewithoutYou és a Sunny Day Real Estate, és a Thrice és a New Found Glory iránt érzett nagyrabecsülését. Hayley Williams azt mondta, hogy rá Robert Smith a The Cure-ból és Etta James volt rá hatással. Williams azt mondta a U2-hoz hasonló zenekarokra, hogy akik masszívak és azt tesznek amit akarnak, azt írnak amit akarnak és kiállnak valamiért", a Jimmy Eat Worldre akik úgy gondolom soha nem fognak csalódást okozni a rajongóiknak, és a No Doubtra akik „lenyűgöző dolgokat műveltek”, lehetnének a minta a Paramore számára.
Josh Farro a BBC-nek adott interjújában azt állította, hogy a „Hitünk nagyon fontos számunkra. Valaki nyilvánvalóan azért fogja szeretni a zenénket mert hisz valamiben. De mi nem azért vagyunk itt, hogy prédikáljunk a gyerekeknek hanem azért, mert imádjuk a zenét”.

## Tagok

### Jelenlegi tagok
- Hayley Williams – ének, 1988. december 27-én született Meridianben.[61]
- Taylor York – ritmikus gitár, 1989. december 17-én született Nashville-ben. 2009. június 15-én jelentették be, hogy Taylor York hivatalosan is a Paramore tagja.[62]
- Zac Farro - dob, 1990. június 4-én született Voorhees Townshipben.[63]

### Alapító tagok
- John Hembree – basszusgitár, háttérének (2005)
- Jason Bynum – ritmikus gitár, háttérének (2005)
- Hunter Lamb – ritmikus gitár, háttérének (2005–2007)
- Josh Farro - gitár, háttérének (2004-2010)
- Jeremy Davis – basszusgitár (2004-2015)

## Diszkográfia

### Stúdióalbumok
- All We Know Is Falling (2005)
- Riot! (2007)
- Brand New Eyes (2009)
- Paramore (2013)
- After Laughter (2017)
- This Is Why (2023)

### EPs
- The Summer Tic EP (2006)

### Koncert albumok
- Live in the UK 2008 (2008)
- The Final Riot! (2008)

## Díjak
| Díjátadó                           | Díj                              | Jelölt              | Eredmény |
| ---------------------------------- | -------------------------------- | ------------------- | -------- |
| 50. Grammy díjátadó                | Legjobb Új Előadó                | Paramore            | Jelölve  |
| 2008 MTV Video Music Awards        | Legjobb Rock Video               | crushcrushcrush     | Jelölve  |
| MTV Video Music Brasil             | Nemzetközi Előadó                | Paramore            | Nyert    |
| MTV European Music Awards          | Rock Out                         | Paramore            | Jelölve  |
| Los Premios MTV Latinoamérica      | Legjobb Új Előadó – Nemzetközi   | Paramore            | Jelölve  |
| Los Premios MTV Latinoamérica      | Legjobb Rock Előadó – Nemzetközi | Paramore            | Jelölve  |
| Los Premios MTV Latinoamérica      | Premio Fashionista 2008          | Hayley Williams     | Jelölve  |
| Woodie Awards                      | Év Újonca                        | Paramore            | Nyert    |
| American Music Awards              | T-Mobile Breakthrough Artist     | Paramore            | Jelölve  |
| Fuse.tv                            | 2008 legjobb klipje              | That's What You Get | Második  |
| Fuse.tv                            | 2009 legjobb klipje              | Ignorance           | Harmadik |
| Teen Choice Awards 2008            | Breakout Group                   | Paramore            | Jelölve  |
| Teen Choice Awards 2008            | Rock Szám                        | crushcrushcrush     | Nyert    |
| Teen Choice Awards 2008            | Rock Csapat                      | Paramore            | Nyert    |
| Kerrang Readers' Poll 2008         | Legszexibb Nő                    | Hayley Williams     | Nyert    |
| Teen Choice Awards 2009            | Choice Rock Group                | Paramore            | Nyert    |
| Teen Choice Awards 2009            | Choice Rock Track                | Decode              | Nyert    |
| Shockwaves NME Awards 2009         | Legszexibb Nő                    | Hayley Williams     | Nyert    |
| MTV Australia Awards 2009          | Legjobb Rock Klip                | Decode              | Jelölve  |
| MTV Movie Awards 2009              | Legjobb filmzene                 | Decode              | Jelölve  |
| 2009 MTV Video Music Awards        | Legjobb Rock szám                | Decode              | Jelölve  |
| 2009 Kerrang! Best 100 Rock Videos | Legjobb Rock Klip                | Misery Business     | Harmadik |
| 2009 Kerrang! Best 100 Rock Videos | Legjobb Rock Klip                | crushcrushcrush     | Ötödik   |
| Kerrang! Reader's Poll 2009        | Legjobb Szám                     | Ignorance           | Nyert    |
| Kerrang! Reader's Poll 2009        | Legszexibb Nő                    | Hayley Williams     | Nyert    |
| 2009 MTV Latin Music Awards        | Fashionista Award                | Hayley Williams     | Nyert    |
| 2009 MTV Europe Music Awards       | Legjobb Alternative              | Paramore            | Jelölve  |
| 36th People's Choice Awards        | Kedvenc Rockegyüttes             | Paramore            | Nyert    |
| 52. Grammy díjátadó                | Legjobb filmhez írt dal          | Decode              | Jelölve  |
| Planeta Awards 2009                | Best Club                        | Paramore            | Nyert    |
| Planeta Awards 2009                | Rock Song Of The Year            | Decode              | Nyert    |
| Planeta Awards 2009                | Rock Band Of The Year            | Paramore            | Nyert    |
| Planeta Awards 2009                | Mega Planet Of The Year          | Decode              | Jelölve  |
| Shockwaves NME Awards 2010         | Best International Band          | Paramore            | Nyert    |
| Shockwaves NME Awards 2010         | Best Band Blog                   | Paramore.net        | Jelölve  |

## Megjelenésük a videójátékokban
2005-ben jelent meg a Paramore először egy videójátékban, a Pressure című számuk hallható volt a The Sims 2 konzolos változataiban.
2008 márciusában a Paramore crushcrushcrush című száma letölthető tartalomként megjelent a Rock Band-hez és később a Guitar Hero On Tour: Decades-ben is játszható szám lett belőle. A Rock Band 2-ben a That's What You Get című számuk volt megtalálható. A Guitar Hero World Tour-ban a Misery Business egy játszható szám és Hayley Williams is bekerült a játéka a „motion capture” technológia segítségével. Ő egy megnyitható szereplő ebben a játékban. A Misery Business a Saint's Row 2 és az NHL 08 videójátékokban is szerepelt. A Decode videóklipje a Twilight film előzetesével az észak-amerikai PlayStation Home Home Theater (virtuális mozi) rendszerén is vetítették 2008. december 11-e és december 18-a között.

## Fordítás
- Ez a szócikk részben vagy egészben a Paramore című angol Wikipédia-szócikk fordításán alapul.  Az eredeti cikk szerkesztőit annak laptörténete sorolja fel. Ez a jelzés csupán a megfogalmazás eredetét és a szerzői jogokat jelzi, nem szolgál a cikkben szereplő információk forrásmegjelöléseként.